# Baeocera mindanaosa
Baeocera mindanaosa – gatunek chrząszcza z rodziny kusakowatych, podrodziny łodzikowatych i plemienia Scaphisomatini.
Gatunek ten opisany został w 2012 roku przez Ivana Löbla.
Chrząszcz o ciele długości od 1,1 do 1,2 mm. Barwa ciała ciemnobrązowa do czarnej z ciemnorudobrązowymi udami, goleniami i odwłokiem oraz jaśniejszymi stopami i czułkami. Niekiedy również wierzchołkowa część pokryw rozjaśniona. Na pokrywach brak rzędów przypodstawowych, a rzędy przyszwowe są skrócone. Punktowanie przedplecza i pokryw bardzo delikatne. Hypomeron niepunktowany. Grube punktowanie pokrywa prawie całe boki zapiersia. Samiec ma umiarkowanie zesklerotyzowany edeagus długości 0,33 do 0,37 mm i słabo rozszerzone człony stóp odnóży przednich.
Owad znany wyłącznie z filipińskiej wyspy Mindanao.